# Lód III

Diagram fazowy wody w szerokim zakresie ciśnień

Lód III – tetragonalna odmiana lodu, stabilna w wąskim, pośrednim zakresie ciśnień (około 210 – 350 MPa) i temperatur (od ok. -35 do -17 °C).

## Charakterystyka
Sieć krystaliczna takiego lodu ma strukturę keatytu. Wszystkie cząsteczki wody są połączone wiązaniami wodorowymi z czterema innymi. Wiązania wodorowe nie są w nim uporządkowane przestrzennie; odmiana polimorficzna tego lodu o uporządkowanych wiązaniach to lód IX. Lód ten powstaje w wyniku ochładzania wody w ciśnieniu 300 MPa do 250 K (-23 °C). Gęstość takiego lodu jest większa od gęstości ciekłej wody i równa 1,16 g/cm³; względna przenikalność elektryczna jest większa niż dla lodu heksagonalnego (Ih) i równa 117.
Obszar stabilności lodu III ograniczają krzywe łączące cztery punkty potrójne: z ciekłą wodą i lodem Ih (-21,985 °C, 209,9 MPa), ciekłą wodą i lodem V (-16,986 °C, 350,1 MPa), lodem Ih i lodem II (-34,7 °C, 212,9 MPa) oraz lodem II i lodem V (-24,3 °C, 344,3 MPa).